# Litan (sockenhuvudort i Kina, Hubei Sheng, lat 30,58, long 113,56)
Litan (kinesiska: 里潭, 里潭乡) är en sockenhuvudort i Kina. Den ligger i provinsen Hubei, i den centrala delen av landet, omkring 69 kilometer väster om provinshuvudstaden Wuhan. Antalet invånare är 24 924. Befolkningen består av 11 686 kvinnor och 13 238 män. Barn under 15 år utgör 16,0 %, vuxna 15-64 år 74 %, och äldre över 65 år 9,0 %.
Runt Litan är det tätbefolkat, med 683 invånare per kvadratkilometer. Närmaste större samhälle är Fenshui, 8,2 km öster om Litan. Trakten runt Litan består till största delen av jordbruksmark.
Genomsnittlig årsnederbörd är 1 441 millimeter. Den regnigaste månaden är juli, med i genomsnitt 203 mm nederbörd, och den torraste är december, med 19 mm nederbörd.